# Kileskus
Kileskus là một chi khủng long, được Averianov Krasnolutskii & Ivantsov mô tả khoa học năm 2010.